# 青春の海
『 青春の海 』（せいしゅんのうみ）は、1967年（昭和42年）1月3日に公開された西村昭五郎監督の日本映画である。

## 概要
石坂洋次郎の短篇小説「ザルと空気銃」の映画化。吉永小百合が中学教師に扮する。共演の渡哲也扮するチンピラとの恋模様も描かれる。伊豆の下田にてロケ。劇中登場する電車は伊豆急行。デビュー間もない、水谷豊が生徒役で出演。オープニングタイトルにもクレジットされている。

## あらすじ
生真面目で一本気な三宅杏子は、勤務先の中学の理不尽な校長を殴ってしまったことから、東京から伊豆下田の中学校に左遷されてしまった。ちょうど洋服デザインの会社を辞めた妹とともに下宿にやってくると、隣は、偶然電車で乗り合わせていたチンピラの次郎の家だった。轟音のバイクで登校するタケシというひねくれ者のいるクラスの担任になった杏子だが、家庭訪問するとタケシは、次郎と花札をやっていた。その後失踪したタケシを、次郎と2人で深夜の町や浜辺を探し回ったことから、女教師とチンピラの恋として町中の噂になってしまう。

## 作品データ
- 上映時間（巻数 / メートル） : 89分（8巻 / 2,448メートル）
- フォーマット : カラー - シネマスコープ・サイズ（1:2.35） - 24fps
- 音響 : Westrex Recording System - モノラル録音
- 映倫番号 : 14751[2]
- 公開日 : 日本 1967年1月3日
- 配給 :  日活

## スタッフ
- 原作：石坂洋次郎「ザルと空気銃」より（新潮社版）
- 企画：坂上静翁
- 脚本：三木克巳
- 撮影：姫田真佐久
- 照明：岩木保夫
- 録音：古山恒夫
- 美術：横尾嘉良
- 編集：辻井正則
- 助監督：藤田繁矢
- 色彩計測：安藤庄平
- 現像：東洋現像所
- 製作担当者：松吉信幸
- 協賛：山高味噌株式会社
- 監督：西村昭五郎
- スチール：目黒祐司（ノンクレジット）
- スクリプター：桑原みどり（ノンクレジット）

## 音楽・主題歌
- 音楽：黛敏郎
- 主題歌：「勇気あるもの」（ビクターレコード）
  - 作詞：佐伯孝夫
  - 作曲：吉田正
  - 歌：吉永小百合、トニーズ

## 出演
- 三宅杏子：吉永小百合
- 山崎次郎：渡哲也
- 三宅千加（杏子の妹）：和泉雅子
- 山崎宏一：川地民夫
- 山崎潤：和田浩治
- 山崎明夫：山内賢
- 山崎源治：笠智衆
- 江川信子：高須賀夫至子
- 丸林女史：新井麗子
- 飲み屋のおかみさん：若原初子
- 校長：浜村純
- 江川タケシ：小倉一郎
- ウエイトレスB：谷川玲子
- 待合室の老人：村田寿男
- 漁師3：伊豆見雄
- 男教師A：玉村駿太郎
- 漁師2：久松洪介
- 若い漁師1：晴海勇三
- 若い漁師2：桂小かん
- 漁師1：千代田弘
- 若い漁師3：石火矢哲郎
- ウエイトレスA：西原泰江
- 男教師B：糸賀靖雄
- 山田禅二、宮崎準、堺美紀子[3]
- 上村竜一、矢ノ目和男、水谷豊、山崎二郎、伊藤美智子、江戸富子、青柳直美、丹田利由子[4]

## 同時上映
『北国の旅情』
- 監督：西河克己　脚本：倉本聰、山田信夫
- 出演：舟木一夫、十朱幸代
- 本作と同じ石坂洋次郎原作の純愛映画。